# Paraonidiella cladii
Paraonidiella cladii är en insektsart som först beskrevs av William Miles Maskell 1891.  Paraonidiella cladii ingår i släktet Paraonidiella och familjen pansarsköldlöss. Inga underarter finns listade i Catalogue of Life.